# Geografie Belgie

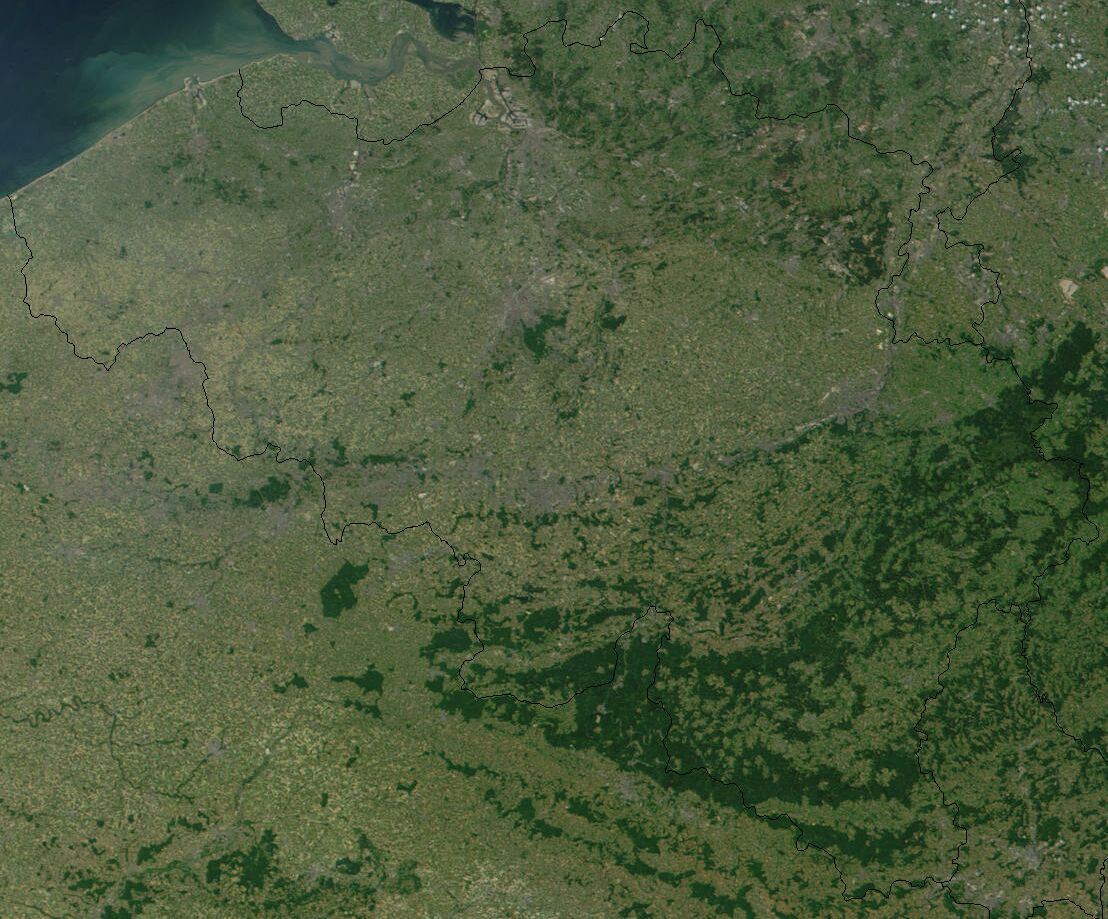
Družicový snímek Belgie

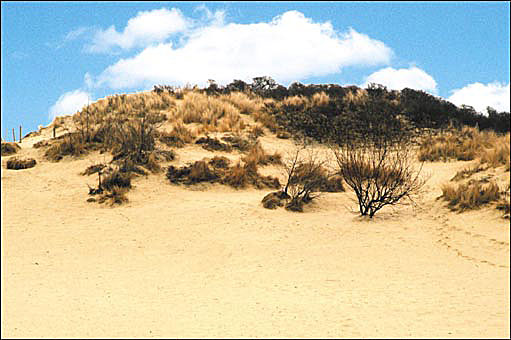
Písečná duna v Koksijde na pobřeží Severního moře

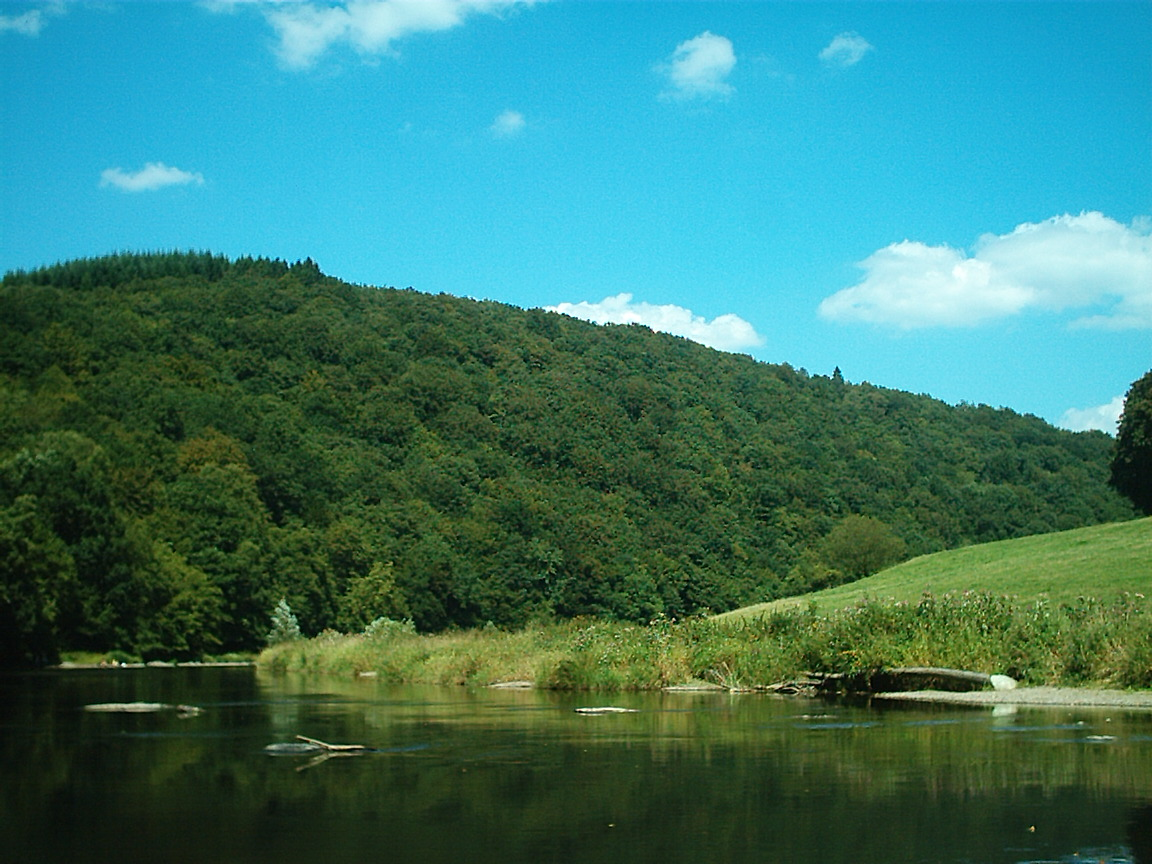
Řeka Semois blízko Bouillonu

Tento článek pojednává o geografických podmínkách Belgie.

## Poloha
Belgie leží v západní Evropě na pobřeží Severního moře. S rozlohou 32 545 km² je 146. největším státem na světě, 14. nejmenším v Evropě a 2,4× menším než Česká republika. Na severu má 478 km dlouhou hranici s Nizozemskem, na východě 133 km s Německem, 130 km s Lucemburskem a na jihu 556 km s Francií. Pobřeží je dlouhé 72 km. Země se dělí na regiony Vlámsko na severu (13 522 km²), Valonsko na jihu (16 844 km²) a hlavní město Brusel. Ve Vlámsku i Valonsku je vždy 5 provincií. Zeměpisné souřadnice se pohybují mezi 49°30‘ a 51°30‘ s. š. a mezi 2°33‘ a 6°24‘ v. d. Společně s Nizozemskem a Lucemburskem je Belgie součástí Beneluxu. Má přibližně trojúhelníkový tvar.
Brusel, hlavní a zároveň největší město Belgie, se nachází ve střední části země. Belgie je křižovatkou západní Evropy a hlavní města většiny západoevropských států leží v okruhu 1000 km od Bruselu, který je sídlem EU a NATO.

### Krajní body
- Nejvyšší bod: Signal de Botrange (694 m) (50°30′6″ s. š., 6°5′35″ v. d.)
- Nejnižší bod: Hladina Severního moře (0 m)
- Nejsevernější bod: Dreef, obec Hoogstraten, provincie Antverpy (51°30′ s. š., 4°46′ v. d.)
- Nejjižnější bod: Torgny, obec Rouvroy, provincie Lucemburk (49°30′ s. š., 5°28′ v. d.)
- Nejzápadnější bod: De Panne, provincie Západní Flandry (51°5′ s. š., 2°33′ v. d.)
- Nejvýchodnější bod: Krewinkel, obec Büllingen, provincie Lutych (50°20′ s. š., 6°24′ v. d.)

### Geometrický střed
Geometrický střed Belgie leží v Nil-Saint-Vincent v obci Walhain v provincii Valonský Brabant a má souřadnice 50°38′28″ s. š., 4°40′5″ v. d..
Do roku 1919, kdy byly k Belgii na základě Versailleské smlouvy připojeny Východní kantony (do té doby patřící Prusku), se geografický střed Belgie nacházel v obci Ittre.
Podle IGN (Institut Géographique National) se v letech 1995–2004 v belgické obci Virionval na 50°0′33″ s. š., 4°39′59″ v. d. nacházel geografický střed Evropské unie. Po rozšíření EU o deset nových členských zemí v roce 2004 se však střed unie posunul na východ do Německa.

## Povrch
Území Belgie je z větší části ploché a nížinaté. Nadmořská výška a členitost terénu stoupají směrem k oblasti Arden na jihu Belgie. Z geografického hlediska se Belgie skládá ze tří oblastí – dolní Belgie (nadmořská výška do 100 m), střední Belgie (100 – 200 m n. m.) a horní Belgie (více než 200 m n. m.).
Dolní Belgie tvoří severozápadní část státu. Zahrnuje celé pobřeží, oblast polderů, Flandry a oblast Kempen (fr. Campine). Pobřeží je charakteristické písčitými plážemi a dunami. Za pásmem dun se nachází oblast polderů, která je kvůli riziku zaplavení mořem chráněna hrázemi. V oblasti polderů jsou velice úrodné půdy.
Střední Belgie se rozprostírá na území Brabantu, provincie Henegavsko a oblasti Hesbaye. Z jihu ji ohraničují řeky Máza a Sambre. Tato oblast je poměrně rovná a mírně svažitá a protkaná sítí četných vodních toků. Půdy jsou zde hlinité a nejúrodnější v Belgii. Místy je terén členitější s výskytem jeskyní a malých roklí.
Horní Belgie se nachází na jih od řek Máza a Sambre. Je to nejzalesněnější a zároveň nejřidčeji osídlená část Belgie. Skládá se z oblastí Condroz, Fagne-Famenne, Pays de Herve, Ardeny a belgické Lotrinsko. Nachází se zde nejvyšší bod Belgie Signal de Botrange (694 m).

## Říční síť
Nejdelší a nejvýznamnější belgické řeky jsou Šelda (dlouhá 350 km, z toho 200 km na belgickém území) a Máza (925 km, z toho 183 km v Belgii). Obě pramení ve Francii a tečou přibližně severním směrem přes Belgii do Nizozemska, kde ústí do Severního moře. Třetí řekou, která se vlévá do Severního moře, je Yser. Tato řeka pramení ve Francii a ústí do moře v belgické obci Nieuwpoort. Šelda, Máza a Yser odvodňují převážnou část belgického území. Výjimku tvoří jižní cíp provincie Henegavsko, odvodňovaný řekou Oise, která se vlévá do Seiny, a část provincie Lucembursko, kterou odvodňuje řeka Sauer a několik dalších přítoků řeky Mosely, jež se vlévá do Rýna.

## Podnebí
Belgie má mírné oceánické podnebí, které charakterizují mírné zimy, nepříliš teplá léta a vysoký úhrn srážek po celý rok. V Köppenově klasifikaci podnebí Belgie spadá do oblasti Cfb. Průměrná roční teplota v Bruselu činí 9,8 °C a roční úhrn srážek je 780,1 mm. Doba slunečního svitu je 1555 hodin ročně.